# (37279) Hukvaldy
(37279) Hukvaldy (2000 YK12) – planetoida z pasa głównego asteroid okrążająca Słońce w ciągu 4,36 lat w średniej odległości 2,67 j.a. Odkryta 22 grudnia 2000 roku.